# Hnilčík
Hnilčík é um município da Eslováquia, situado no distrito de Spišská Nová Ves, na região de Košice. Tem 22,23 km² de área e sua população em 2018 foi estimada em 559 habitantes.

## Demografia
| Ano:        | 1994 | 2004   | 2014   | 2024   |
| ----------- | ---- | ------ | ------ | ------ |
| Broj ljudi: | 490  | 520    | 547    | 535    |
| Razlika:    |      | +6,12% | +5,19% | -2,19% |

| Ano:               | 2023 | 2024   |
| ------------------ | ---- | ------ |
| Número de pessoas: | 548  | 535    |
| Diferença:         |      | -2,37% |